# Soyopa
Soyopa egy település Mexikó Sonora államának középső részétől kissé délkeletre. Lakossága 2010-ben 130 fő volt.

## Földrajz
A kis település a Nyugati-Sierra Madre hegység területén helyezkedik el, a Yaqui folyó mellett, annak jobb partján, a tenger szintje felett 200–230 méterrel. A csapadék átlagos éves mennyisége 600 mm körüli. A település közvetlen környezetében egy kis területet a mezőgazdaság hasznosít, de a tágabb környezetet vadon borítja.

## Népesség
A település népessége a közelmúltban folyamatosan csökkent:
| Év   | Lakosság |
| ---- | -------- |
| 1990 | 282      |
| 1995 | 258      |
| 2000 | 190      |
| 2005 | 153      |
| 2010 | 130      |

## Története
A települést jaki, opata és pima indiánok alapították, akik halászatból és vadászatból éltek. A Soyopa név is tőlük származik, a szó jaki nyelven „forró föld”-et jelent. A spanyol hódítók 1690-ben érkeztek meg, ők Real Viejo néven alapítottak települést, ami a Juan Fernández de la Gotera által felfedezett ezüstbányáknak köszönhetően a 18. század közepétől gyors növekedésnek indult. A gazdagság csúcspontját 1880-ban érték el, ám a következő évben a bányák kimerültek, így a település hanyatlásnak indult. 1927. augusztus 24-én a közelben a jakik egy csoportja fegyveres összetűzésbe keveredett a szövetségi erőkkel. A közigazgatásilag önálló Soyopa község egy 1935. május 8-i rendelet értelmében jött létre, 1937-ben pedig Lázaro Cárdenas elnök 13 792 hektárt adott ejidoként a helyieknek.

## Turizmus, látnivalók
A település fő építészeti értéke a templom. A turistákat leginkább a szép természeti környezet és néhány termálvízforrás vonzza, a közeli El Novillo víztározót pedig a sporthorgászok látogatják szívesen.